# تشكيل بالنفخ البثقي
1. vis d'extrusion ;
2. air comprimé ;
3. trémie ;
4. granulés ;
5. groupe de plastification ;
6. éléments chauffants ;
7. broyage, malaxage ;
8. groupe hydraulique pour le vérin ;
9. filière ;
10. noyau/poinçon.

Principe de l'extrusion-soufflage :
- vis d'extrusion ;
- air comprimé ;
- trémie ;
- granulés ;
- groupe de plastification ;
- éléments chauffants ;
- broyage, malaxage ;
- groupe hydraulique pour le vérin ;
- filière ;
- noyau/poinçon.

تشكيل بالنفخ البثقي (بالإنجليزية:  Extrusion blow molding) هي طريقة صناعية لتشكيل البلاستيك واللدائن لإنتاج أوعية منها . وتتلخص الطريقة في ضغط البوليمر المنصهر من نفاث بحيث يتشكل في هيئة خرطومية  أولية ـ وتسمى الطريقة نفخ بالبثق.  ثم يُدخل الشكل الأولي للبلاستيك في قالب وينفخ بواسطة   الهواء المضغوط ليتخذ شكل القالب  (تشكيل بالنفخ) . 
تختلف المنتجات المصنعة بطريقة التشكيل بالنفخ البثقي ، فمنها أوعية جريكان و البراميل وخزانات وقود السيارة وكذلك أنابيب التهوية . 
تستخدم طريقة التشكيل بالفخ البثقي لإنتاج أوعية مختلفة الأحجام ، بين حجم عدة سنتيمترات مكعبة مثل زجاجات قطرة العين ، إلى عشرات الأمتار المكعبة مثل خزانات الوقود وخرانات الزيت. 
تظهر في قاعدة الوعاء الناتج خط التحام . وتصنع الزجاجات التي تكون تحت ضغط ، مثل زحاجات المشروبات الغازية المحتوية على ثاني أكسيد الكربون بطريقة التشكيل بالحقن . 

## اقرأ أيضا
- تشكيل بالنفخ

- صناعة الزجاج